# Dukovce
Dukovce (ungarisch Dukafalva, 1863–1902 Dukafalu) ist eine Gemeinde im Nordosten der Slowakei mit 317 Einwohnern (Stand 31. Dezember 2024), die im Okres Svidník, einem Kreis des Prešovský kraj sowie in der traditionellen Landschaft Šariš liegt.

## Geographie
Die Gemeinde befindet sich im südwestlichen Teil des Berglands Ondavská vrchovina in den Niederen Beskiden, im Quellbereich des Baches Topoľa im Einzugsgebiet der Topľa. Das Ortszentrum liegt auf einer Höhe von 270 m n.m. und ist neun Kilometer von Giraltovce sowie 37 Kilometer von Svidník entfernt.
Nachbargemeinden sind Stuľany im Norden, Želmanovce im Osten, Pušovce im Süden, Proč im Südwesten und Lopúchov im Westen.

## Geschichte
Dukovce wurde zum ersten Mal 1401 als Dukafallua schriftlich erwähnt und gehörte damals zum Herrschaftsgebiet von Chmeľovec. 1427 wurden acht Porta verzeichnet. Das Dorf war im Lauf der Jahrhunderte Besitz von Familien wie Bán, Dukay und sonstigen, im 18. Jahrhundert der Familie Pulszky. 1770 wurde der Ort fast menschenleer.
1787 hatte die Ortschaft 22 Häuser und 168 Einwohner, 1828 zählte man 53 Häuser und 396 Einwohner.
Bis 1918 gehörte der im Komitat Sáros liegende Ort zum Königreich Ungarn und kam danach zur Tschechoslowakei beziehungsweise heute Slowakei. In der Zeit der ersten tschechoslowakischen Republik waren die Einwohner als Landwirte und Waldarbeiter tätig. Nach dem Zweiten Weltkrieg pendelte ein Teil der Einwohner zur Arbeit nach Giraltovce, Bardejov und Prešov.
Von 1971 bis 1993 war Dukovce zusammen mit dem Nachbarort Želmanovce in der Gemeinde Želmanovce-Dukovce zusammengeschlossen.

## Bevölkerung
| Jahr                | 1994 | 2004    | 2014    | 2024     |
| ------------------- | ---- | ------- | ------- | -------- |
| Anzahl der Personen | 235  | 247     | 258     | 317      |
| Unterschied         |      | +5,10 % | +4,45 % | +22,86 % |

| Jahr                | 2023 | 2024    |
| ------------------- | ---- | ------- |
| Anzahl der Personen | 309  | 317     |
| Unterschied         |      | +2,58 % |

Gemäß der Volkszählung 2011 wohnten in Dukovce 262 Einwohner, davon 256 Slowaken. Sechs Einwohner machten keine Angabe zur Ethnie.
197 Einwohner bekannten sich zur römisch-katholischen Kirche, 52 Einwohner zur Evangelischen Kirche Augsburger Bekenntnisses, vier Einwohner zur griechisch-katholischen Kirche und ein Einwohner zu den Zeugen Jehovas. Zwei Einwohner waren konfessionslos und bei sechs Einwohnern wurde die Konfession nicht ermittelt.

## Verkehr
Durch Dukovce verläuft die kurze Cesta III. triedy 3501 („Straße 3. Ordnung“) als Abzweig der Cesta III. triedy 3500 zwischen Bardejov und Kuková (Anschluss an die Cesta I. triedy 21 („Straße 1. Ordnung“)).